# Lista najwyższych budynków w Pittsburghu
W Pittsburghu, mieście w USA, znajdują się obecnie 24 budynki o wysokości ponad 100 metrów. Aktualnie nie trwa budowa żadnego innego wysokiego budynku. Są to przeważnie stare budowle liczące nierzadko ponad 50 lat, a niektóre nawet i ponad 70 lat. 

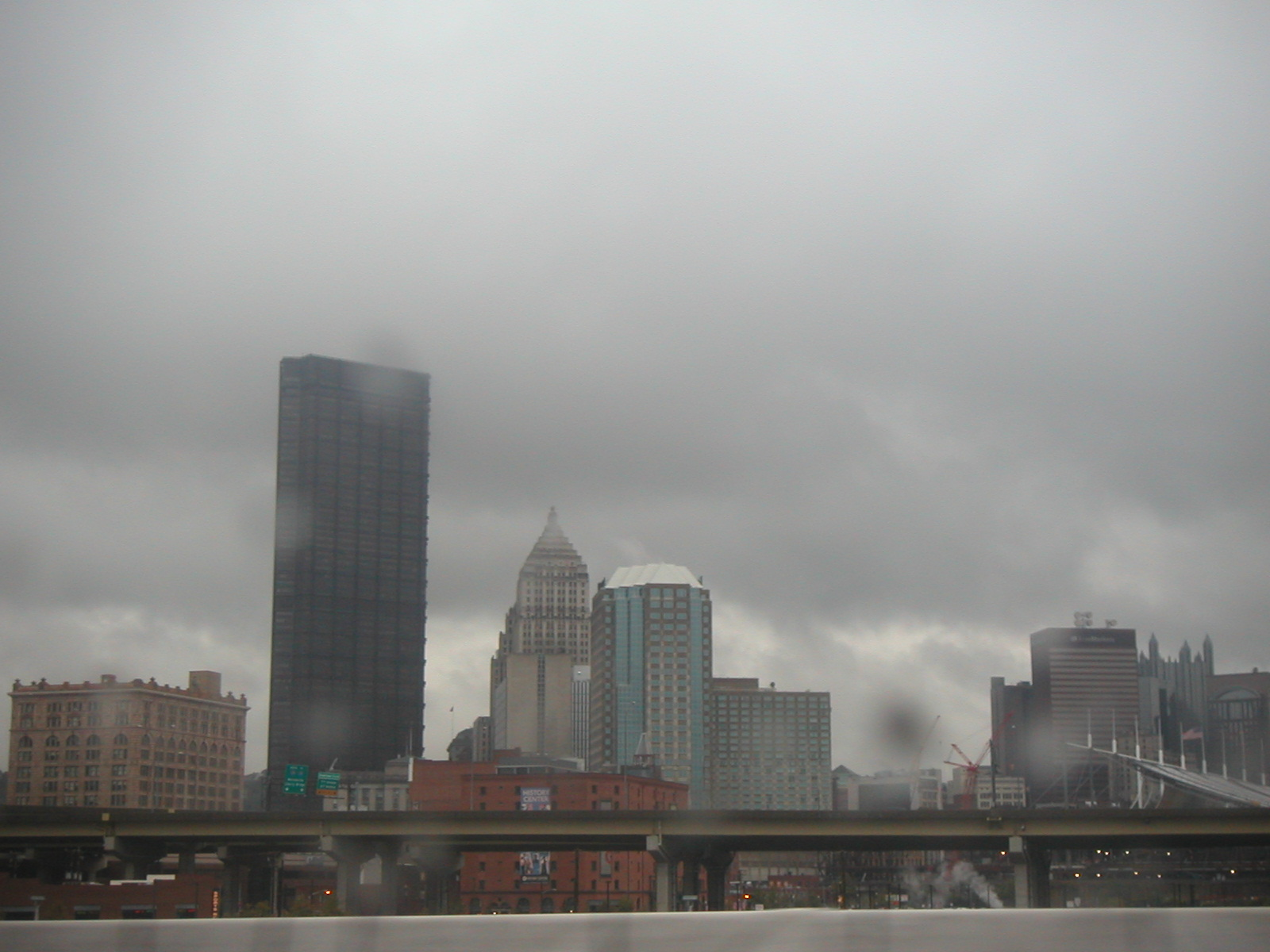
Po lewej: U.S. Steel Tower

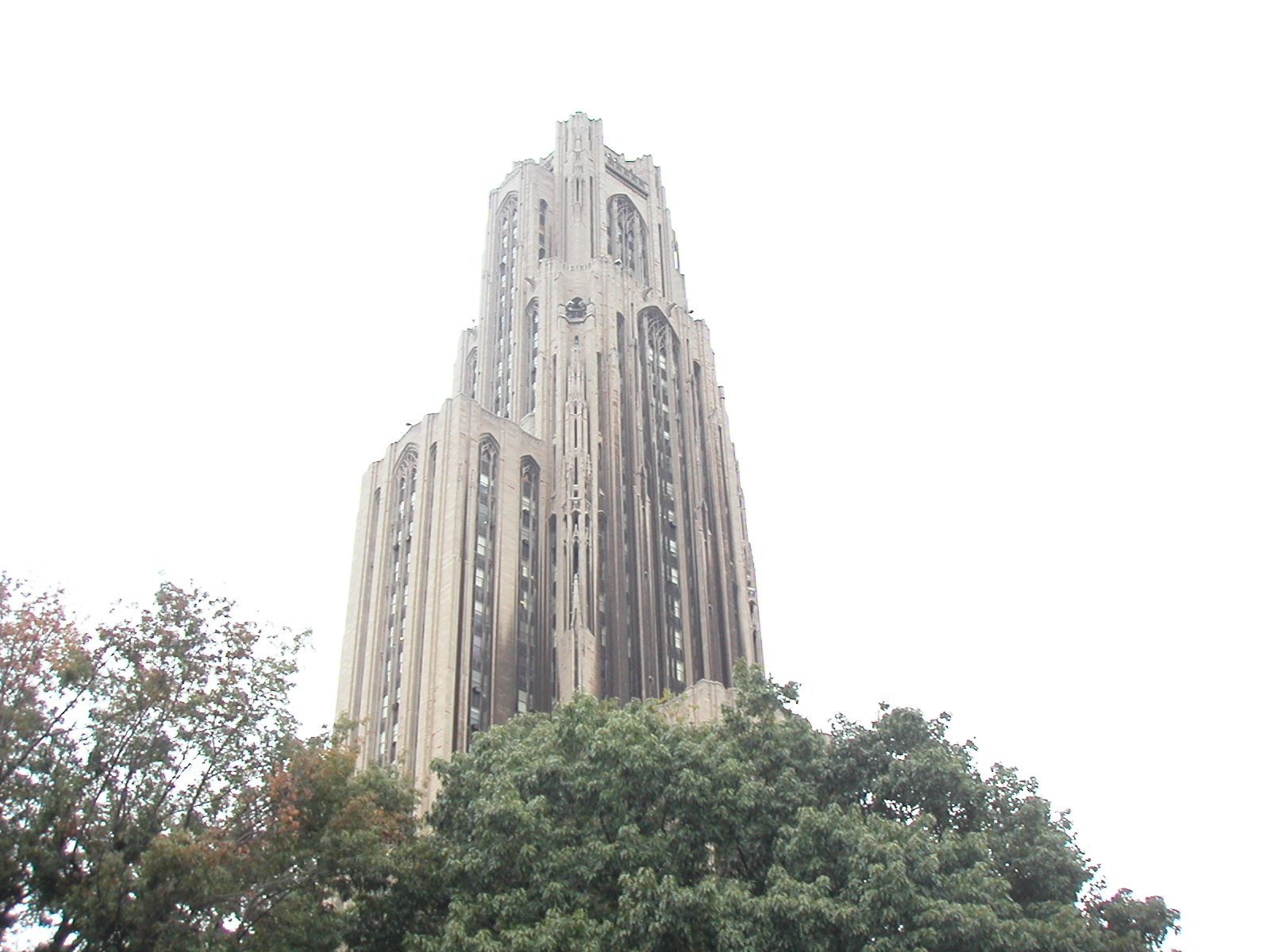
Cathedral of Learning

## 10 najwyższych budynków
| Ranking | Budynek               | Wysokość strukturalna | Liczba pięter | Rok budowy |
| ------- | --------------------- | --------------------- | ------------- | ---------- |
| 1.      | U.S. Steel Tower      | 256 m                 | 64            | 1970       |
| 2.      | One Mellon Center     | 221 m                 | 54            | 1983       |
| 3.      | One PPG Place         | 194 m                 | 40            | 1984       |
| 4.      | Highmark Place        | 188 m                 | 31            | 1988       |
| 5.      | One Oxford Centre     | 187 m                 | 45            | 1983       |
| 6.      | Gulf Building         | 177 m                 | 44            | 1932       |
| 7.      | Cathedral of Learning | 163 m                 | 42            | 1936       |
| 8.      | Three Mellon Center   | 158 m                 | 41            | 1951       |
| 9.      | FreeMarkets Center    | 156 m                 | 39            | 1968       |
| 10.     | Grant Building        | 148 m                 | 40            | 1930       |